# Chronologie de Mexico
Cet article présente la chronologie de Mexico, capitale de l'empire aztèque, de la Nouvelle-Espagne et du Mexique.

## XIVesiècle
- 1325 : fondation de la ville par les Mexicas, selon la datation traditionnelle.

## XVIesiècle
- 1519 : en novembre, Hernán Cortés et ses hommes arrivent à Mexico où ils sont accueillis par Moctezuma II.
- 1520 : Cortés quitte Mexico et, en son absence, Pedro de Alvarado ordonne le massacre du Templo Mayor, ce qui provoque le soulèvement de la population. Moctezuma II est tué le 29 juin. La nuit suivante, la Noche Triste, les Espagnols fuient la ville avec de lourdes pertes. Le nouveau tlatoani, Cuitláhuac, meurt de la variole et est remplacé par Cuauhtémoc en fin d'année.
- 1521 : le siège de Tenochtitlan débute le 26 mai et se termine le 13 août par la chute de la ville et la capture de Cuauhtémoc. C'est la fin de l'empire aztèque.
- 1535 : fin octobre, Antonio de Mendoza, premier vice-roi de Nouvelle-Espagne nommé par Charles Quint, arrive à Mexico. Il entre en fonction le 14 novembre.
- 1571 : pose de la première pierre de la cathédrale métropolitaine de Mexico.

## XVIIesiècle
- 1629 : en septembre, une pluie diluvienne de quarante heures laisse la ville totalement inondée. Le vice-roi Rodrigo Pacheco met en place des mesures pour enrayer l'exode de la population.

## XVIIIesiècle
- 1790 : le 13 août, découverte du monolithe de Coatlicue puis de la pierre du Soleil le 17 décembre lors du pavage de la grand place.
- 1791 : le 17 décembre, découverte de la pierre de Tizoc.

## XIXesiècle
- 1847 : le général américain Winfield Scott remporte une série de victoires à Contreras et à Churubusco le 20 août, à Molino del Rey le 8 septembre et enfin à Chapultepec le 13, mettant fin à la bataille de Mexico. L'armée américaine défile le 14 septembre.
- 1855 : la révolution d'Ayutla met fin à la dictature d'Antonio López de Santa Anna. Les rebelles de Juan Álvarez sont bien accueillis par la population.
- 1863 : le 31 mai, Benito Juárez fuit Mexico devant l'avancée des troupes françaises qui s'emparent de la ville le 10 juin.
- 1864 : le 12 juin, l'empereur Maximilien Ier et l'impératrice Charlotte font leur entrée dans la capitale et s'installe au château de Chapultepec. Le souverain fait percer l'actuel Paseo de la Reforma.
- 1866 : Charlotte de Belgique quitte définitivement Mexico le 9 juillet.
- 1867 : le 5 février, l'armée française conduite par le général Bazaine quitte Mexico. Le 13, Maximilien Ier se réfugie à Querétaro. Le reconquête de la capitale par Porfirio Díaz permet au président Juárez d'y rétablir la république le 15 juillet.
- 1872 : le 18 juillet, Benito Juárez meurt d'un infarctus au Palais national. Sebastián Lerdo de Tejada lui succède.
- 1876 : le 21 novembre, Porfirio Díaz s'empare de Mexico, c'est le début du Porfiriat.
- 1887 : inauguration du Monument à Cuauhtémoc sur le Paseo de la Reforma.

## XXesiècle
- 1913 : la « décade tragique » du 9 au 18 février se termine par l'assassinat du président Francisco I. Madero et du vice-président José María Pino Suárez le 22.
- 1914 : le 6 décembre, les révolutionnaires Pancho Villa et Emiliano Zapata font défiler leurs troupes après avoir pris possession de la capitale.
- 1968 : dans l'après-midi du 2 octobre, des centaines d'étudiants sont massacrés par l'armée à Tlatelolco. Dix jours plus tard, les Jeux olympiques sont ouverts par le président Gustavo Díaz Ordaz. Organisés jusqu'au 27 octobre, ils sont marqués par de nombreux records et par le poing levé des athlètes américains Tommie Smith et John Carlos.
- 1970 : du 31 mai au 21 juin, le stade Azteca accueille des matchs de la coupe du monde de football dont la demi-finale Italie–RFA qualifiée de « match du siècle » et la finale remportée par le Brésil de Pelé.
- 1971 : une manifestation étudiante est violemment réprimée par les paramilitaires Halcones au cours du massacre de Corpus Christi le 10 juin (120 morts).
- 1975 : le 20 octobre, deux métros entrent en collision à la station Viaducto de la ligne 2, causant la mort de 31 personnes.
- 1976 : le 12 octobre, consécration de la nouvelle basilique Notre-Dame-de-Guadalupe.
- 1978 : le 21 février, des ouvriers découvrent le monolithe de Coyolxauhqui au pied des ruines du Templo Mayor.
- 1979 : le 31 octobre, un DC-10 assurant le vol Western Airlines 2605 atterrit sur une piste en travaux de l'aéroport international et heurte des engins de chantier (73 morts).
- 1982 : en mars, ouverture du parc d'attractions Reino Aventura, devenu Six Flags México en 2000.
- 1983 : inauguration du temple mormon de Mexico, le plus grand temple mormon en-dehors des États-Unis.
- 1984 : les explosions de San Juan Ixhuatepec, dans un dépôt de GPL de Pemex en banlieue proche de Mexico, provoquent la mort de centaines d'habitants le 19 novembre.
- 1985 : le 19 septembre, un puissant séisme de magnitude 8,2 frappe la ville et fait plus 10 000 morts officiels ainsi que d'énormes dégâts matériels.
- 1986 : du 31 mai au 29 juin, le stade olympique universitaire et le stade Azteca accueillent des matchs de la coupe du monde de football dont le quart de finale Argentine-Angleterre, au cours duquel Diego Maradona marque ses deux buts les plus célèbres (la « Main de Dieu » et le « But du siècle »), et la finale remportée par l'Argentine.
- 1987 : l'Unesco inscrit le centre historique de Mexico au patrimoine mondial. Le musée du Templo Mayor est inauguré le 12 octobre.
- 1988 : découverte de la pierre de Moctezuma au cours de fouilles archéologiques.

## XXIesiècle
- 2005 : mise en service de la première ligne du Metrobús, le 19 juin.
- 2006 : découverte du monolithe de Tlaltecuhtli dans l'enceinte du Templo Mayor.
- 2008 : le 4 novembre, un Learjet 45 transportant le ministre Juan Camilo Mouriño est victime de turbulences de sillage et s'écrase en pleine ville (16 morts).
- 2017 : le 19 septembre, un séisme de magnitude 7,1 fait une centaine de morts à Mexico pour un total de 370 dans le pays.
- 2021 : le 3 mai, l'effondrement d'une section de la ligne 12 du métro provoque le déraillement d'une rame. Le bilan est de 27 morts.